# Singapore Open 1997 - Qualificazioni doppio
Le qualificazioni del doppio  dello  Singapore Open 1997 sono state un torneo di tennis preliminare per accedere alla fase finale della manifestazione. I vincitori dell'ultimo turno sono entrati di diritto nel tabellone principale. In caso di ritiro di uno o più giocatori aventi diritto a questi sono subentrati i lucky loser, ossia i giocatori che hanno perso nell'ultimo turno ma che avevano una classifica più alta rispetto agli altri partecipanti che avevano comunque perso nel turno finale.
Le qualificazioni del doppio del torneo Singapore Open 1997 prevedevano 4 coppie partecipanti di cui una è entrata nel tabellone principale.

## Teste di serie
1. Michael Tebbutt /  Peter Tramacchi (ultimo turno)

1. Ján Krošlák /  Lars-Anders Wahlgren (primo turno)

## Qualificati
1. Nicolas Kiefer  /   Alex Rădulescu

## Tabellone

### Legenda
| - Q = Qualificato - WC = Wild card - LL = Lucky loser | - ALT = Alternate - SE = Special Exempt - PR = Protected Ranking | - w/o = Walkover - r = Ritirato - d = Squalificato |

|  | Primo turno | Primo turno                      | Primo turno                      | Primo turno | Primo turno |  |  | Ultimo turno | Ultimo turno                    | Ultimo turno | Ultimo turno | Ultimo turno |  |
|  |             |                                  |                                  |             |             |  |  |              |                                 |              |              |              |  |
|  | 1           | Michael Tebbutt Peter Tramacchi  | 7                                | 6           | 6           |  |  |              |                                 |              |              |              |  |
|  |             | Renzo Furlan Gianluca Pozzi      | 6                                | 7           | 1           |  |  | 1            | Michael Tebbutt Peter Tramacchi | 3            | 6            | 3            |  |
|  |             | Nicolas Kiefer Alex Rădulescu    | Nicolas Kiefer Alex Rădulescu    | 7           | 7           |  |  |              | Nicolas Kiefer Alex Rădulescu   | 6            | 4            | 6            |  |
|  | 2           | Ján Krošlák Lars-Anders Wahlgren | Ján Krošlák Lars-Anders Wahlgren | 6           | 5           |  |  |              |                                 |              |              |              |  |